# 牛諒
牛 諒（ぎゅう りょう、生没年不詳）は、明初の官僚・政治家。字は士良。本貫は東平府須城県。

## 生涯
1368年（洪武元年）、秀才に挙げられ、典簿となった。1369年（洪武2年）に張以寧とともに安南への使節をつとめて、翌年に帰国した。洪武帝の意にかなって、三たび官位を転じて礼部尚書に上った。釈奠と大祀分献の礼を改定し、詹同らと祭祀のために犠牲とする動物や宮廷の冠服制度について議論した。1373年（洪武6年）、太歳諸神を祀るために15壇を設置するよう上奏した。1374年（洪武7年）1月、答禄与権が三皇祭祀を求めたのを受けて、牛諒は三皇廟を南京に建てて、春と秋に祭祀をおこなうよう上奏した。また漢唐以来の陵墓にも廟を立てるよう上奏した。洪武帝はこの案を修正して実行させた。この年、牛諒は怠職を理由に主事に降格された。ほどなく礼部尚書の官にもどされた。1375年（洪武8年）、牛諒は「都ではすでに天下の山川を祭るのを停止しておりますが、そのほかの国の山川もまた天子が自ら祭祀するものではありません」と上奏した。後にまた職を任せられないとして罷免された。牛諒には著述が多く、当時に通行した。